# Edward Turkington
Edward Lawrence Turkington (ur. 10 stycznia 1899 w San Francisco, zm. 4 sierpnia 1996 w Atherton) – amerykański urzędnik, sportowiec, olimpijczyk, zdobywca złotego medalu w turnieju rugby union na Letnich Igrzyskach Olimpijskich w 1924 roku w Paryżu.

## Życiorys
Ukończył Lowell High School, a następnie studiował na Stanford University, w obu tych szkołach aktywnie uczestnicząc w zajęciach sportowych.
W trakcie I wojny światowej służył w wojskach pancernych. Po jej zakończeniu rozpoczął działalność w handlu zbożem, a następnie po zmarłym teściu przejął obowiązki w firmie budowlanej, gdzie między innymi nadzorował budowę najazdów na budowany San Francisco–Oakland Bay Bridge.
Z reprezentacją Stanów Zjednoczonych zagrał w turnieju rugby union na Letnich Igrzyskach Olimpijskich 1924. Wystąpił w jednym meczu tych zawodów – 11 maja Amerykanie pokonali na Stade de Colombes Rumunów 37–0. Wygrywając oba pojedynki Amerykanie zwyciężyli w turnieju zdobywając tym samym złote medale igrzysk.
Był to jego jedyny występ w reprezentacji kraju, a wraz z pozostałymi amerykańskimi złotymi medalistami w rugby union został w 2012 roku przyjęty do IRB Hall of Fame.
W czasie II wojny światowej był urzędnikiem w regionalnej War Production Board, a po jej zakończeniu został regionalnym dyrektorem Small Business Administration przez kadencje trzech prezydentów – Eisenhowera, Kennedy’ego i Johnsona. Podczas czteroletniej kadencji burmistrza San Francisco, Rogera Laphama, sprawował natomiast funkcję w komisji nadzorującej pracę policji od lutego 1944 do stycznia 1948 roku.
Był dyrektorem San Francisco Chamber of Commerce, dożywotnim członkiem Olympic Club, a także udzielał się w kilkunastu organizacjach charytatywnych. Przez 47 lat mieszkał w Atherton, gdzie pełnił funkcje wiceburmistrza i miejskiego radnego.
Pozostawił żonę Elaine, z którą spędził sześćdziesiąt dziewięć lat, dwójkę dzieci – Danę i Neda, siedmioro wnucząt i siedmioro prawnucząt.